# Three 6 Mafia
Three 6 Mafia (dříve Triple 6 Mafia a nyní Da Mafia 6ix) je americká hip-hopová skupina z Memphisu v Tennessee. Skupina vznikla jako trio v roce 1991. Tvořili jej DJ Paul, Lord Infamous a Juicy J. Poté se trio rozšířilo o další tři členy (Crunchy Black, Gangsta Boo a Koopsta Knicca). Skupina je zakladatelem hudebních společností Prophet Entertainment a Hypnotize Minds. V roce 2006 skupina obdržela Oscara za nejlepší píseň, „It's Hard Out Here for a Pimp“ se objevila ve filmu Hustle & Flow. Jejich největším úspěchem je album Most Known Unknown (2005) a píseň „Stay Fly“ (ft. Young Buck a 8Ball & MJG), pocházející z tohoto alba.

## Stručná biografie
Skupina vznikla roku 1991 v Memphisu, když ji založilo trio DJ Paul (Paul Beauregard), Juicy J (Jordan Houston) a Lord Infamous (Ricky Dunigan). Původní název skupiny byl Backyard Posse, brzy změněn na Triple 6 Mafia. Skupina se zaměřovala na žánr horrorcore, vydala několik EP na svém labelu Prophet Ent.. Později připojili Koopsta Knicca (Robert Cooper), Gangsta Boo (Lola Mitchell), a Crunchy Black (Darnell Carlton). Oficiální členství se měnilo s každým albem, ale vždy jej tvoří základní duo DJ Paul a Juicy J, kteří jsou od roku 2008 posledními členy skupiny.
V roce 2011 se duo rozpadlo, když se dal Juicy J na sólovou dráhu. V roce 2013 dřívější členové skupiny DJ Paul, Koopsta Knicca, Crunchy Black, Gangsta Boo a Lord Infamous založili skupinu Da Mafia 6ix. Lord Infamous zemřel v prosinci 2013 na infarkt. V roce 2014 novou skupinu znovuopustila i Gangsta Boo. V listopadu 2013 skupina vydala mixtape s názvem 6ix Commandments. V březnu 2015 poté vydali nezávislé album Watch What U Wish. Gangsta Boo byla nalezena mrtvá ve svém domě 1. ledna 2023 ve věku 43 let. DJ Paul potvrdil její smrt prostřednictvím Instagramu. Příčina smrti nebyla okamžitě uvedena..

## Diskografie

### Studiová alba
| Rok  | Album                                                                                            | Hitparáda | Hitparáda  | Ocenění       |
| Rok  | Album                                                                                            | US 200    | US Hip-Hop | Ocenění       |
| ---- | ------------------------------------------------------------------------------------------------ | --------- | ---------- | ------------- |
| 1995 | Mystic Stylez - Vydáno: 25. května 1995 - Vydavatel: Prophet                                     | -         | 59         | US: /         |
| 1996 | Chapter 1: The End - Vydáno: 3. prosince 1996 - Vydavatel: Prophet                               | 126       | 42         | US: /         |
| 1997 | Chapter 2: World Domination - Vydáno: 4. listopadu 1997 - Vydavatel: Relativity                  | 40        | 18         | US: zlaté     |
| 2000 | When the Smoke Clears: Sixty 6, Sixty 1 - Vydáno: 13. června 2000 - Vydavatel: Loud              | 6         | 2          | US: platinové |
| 2001 | Choices: The Album - Vydáno: 28. srpna 2001 - Vydavatel: Loud, Relativity                        | 19        | 4          | US: platinové |
| 2003 | Da Unbreakables - Vydáno: 24. června 2003 - Vydavatel: Columbia                                  | 4         | 2          | US: zlaté     |
| 2005 | Choices II: The Setup - Vydáno: 29. března 2005 - Vydavatel: Sony Music                          | 10        | 3          | US: /         |
| 2005 | Most Known Unknown - Vydáno: 27. září 2005 - Vydavatel: Sony Music                               | 3         | 1          | US: platinové |
| 2008 | Last 2 Walk - Vydáno: 24. června 2008 - Vydavatel: Hypnotize Minds, Columbia, Sony Music         | 5         | 2          | US: /         |
| 2015 | Watch What U Wish... (jako Da Mafia 6ix) - Vydáno: 17. března 2015 - Vydavatel: S.A.T.ent. Music | —         | —          | US: /         |

### Kompilace
- 1999 - Underground Vol. 1: (1991-1994)
- 1999 - Underground Vol. 2: Club Memphis
- 2000 - Underground Vol. 3: Kings od Memphis
- 2005 - Most Known Hits
- 2006 - Smoked Out Music Greatest Hits
- 2007 - Prophet's Greatest Hits

### Nezávislé album
- 1994 - Smoked Out, Loced Out

### EP
- 1995 - Live by Yo Rep

### Alba v jiných uskupení

#### Prophet Posse
(Three 6 Mafia, The Kaze, Droopy Drew Dogg, M-Child, Da Rockafellaz, Nigga Creep a Indo G')
- 1998 - Body Parts

#### Tear da Club Up Thugs
(Juicy J, DJ Paul a Lord Infamous)
- 1999 - CrazyNDaLazDayz

#### Hypnotize Camp Posse
(Three 6 Mafia, La Chat, The Kaze, Frayser Boy a Lil Wyte)
- 2000 - Three 6 Mafia Presents: Hypnotize Camp Posse

#### Da Headbussaz
(Juicy J, DJ Paul a Fiend)
- 2002 - Dat's How It Happen To'M'

### Úspěšné singly
- 2005 - Stay Fly (ft. Young Buck a 8Ball & MJG)
- 2006 - Poppin' My Collar (ft. Project Pat)
- 2007 - Doe Boy Fresh (ft. Chamillionaire)
- 2008 - Lolli Lolli (Pop That Body) (ft. Project Pat, Young D a Superpower)
- 2009 - Shake My (ft. Kalenna)
- 2009 - Feel It (ft. Tiesto, Sean Kingston a Flo Rida)